# Terelu Campos
Teresa Lourdes Borrego Campos (* 31. August 1965 in Málaga) ist eine spanische Radio- und Fernsehmoderatorin, Tertulia-Teilnehmerin und Geschäftsfrau.

## Biografie

### Frühe Jahre
Terelu Campos wurde in Málaga als älteste Tochter von María Teresa Campos Luque und José María Borrego Doblas, beide Mitarbeiter von Radio Juventud geboren. Ihre Schwester Carmen Borrego wurde 1966 geboren.
Sie nahm an studienvorbereitenden Kursen an der Institución Teresiana in Málaga teil. Aufgrund des Todes ihres Vaters brach sie ihr Studium ab und begann ihre berufliche Laufbahn 1984 bei Radiocadena Española als Moderatorin, Autorin und Produzentin der Sendungen Apueste por una und Te vas a Enterar unter der Regie von Mara Colas. 1987 leitete und präsentierte sie Las Mañanas de la Cadena Rato für Radio Torcal in Málaga.

### Professionelle Karriere
1988 trat sie in dem Film Zocta, solo en la Tierra se puede ser extraterrestre unter der Regie von Joe Rígoli auf. In diesem Jahr verließ sie auch das Radio, um als Produzentin und Musikkoordinatorin bei Jesús Hermidas' Programm Por la mañana und später bei den Programmen ihrer Mutter A mi manera (1989–1990) und Ésta es su casa (1990–1991) zu werden. 1990 präsentierte sie mehrere Programme (Musicals und Interviews), während sie ihre Tätigkeit als Musikproduzentin bei TVE's Pasa la vida fortsetzte. Sie nahm auch an der TVE-Weihnachtssendung Telepasión española teil.
1995 trat sie in vier Kapiteln der Antena 3-Serie Canguros auf und spielte die Schwester von Almudena (Ana Risueño). 1996 wechselte sie zu Telecinco, um bis Juni 1997 die Sendung Día a día von María Teresa Campos zu schreiben und zu moderieren. 1997 moderierte sie auch die Gala zur Miss Spanien.
Im Juni 1997 begann sie, eine Interview- und Varieté-Sendung namens En Exclusiva zu präsentieren, die von Nou und Telemadrid ausgestrahlt wurde. Im September begann sie, dies mit der Präsentation des Magazins Con T de tarde auf Telemadrid zu verbinden. Dies war bis Juni 2004 auf Sendung. Im September 2004 wurde sie von Antena 3 eingestellt, wo sie mit ihrer Mutter an der Morgensendung Cada día mitarbeitete. In diesem Jahr präsentierte sie auch die Spielshow La Granja auf demselben Kanal. 2005 kehrte sie zurück, um die zweite Ausgabe von La Granja zu präsentieren.
Von 2006 bis 2007 nahm sie am Monolog-Wettbewerb El club de Flo auf laSexta teil. Im letzten Quartal 2008 nahm sie zusammen mit Ana Obregón und Vicky Martín Berrocal als Kandidatin in Mira quién baila auf TVE teil.
2007 wurde sie von Telecinco engagiert, einem Sender, für den sie bis heute tätig ist, und debütierte als Mitwirkende in der Show La noria. 2009 wurde sie Co-Moderatorin von ¡Qué tiempo tan feliz! mit María Teresa Campos. 2010 begann sie, Beiträge zu Sálvame und Mira quien mira zu leisten. Außerdem präsentierte sie von 2010 bis 2014 in den Ferien Sálvame Deluxe (später bekannt als Sábado Deluxe). Im Februar 2011 leitete sie das Special La Caja Deluxe.
Im Januar 2014 kündigte sie in der Telecinco-Sendung Sálvame an, dass sie einige Monate Abstand vom Fernsehen nehmen werde, da sie mit der Arbeit nicht zufrieden sei. Im Juli bestätigte sie ihre Rückkehr zum Fernsehen nach dem Sommer, um ihre Rolle als Mitwirkende bei Sálvame wieder aufzunehmen. 
2016 wurde sie zusammen mit ihrer Mutter Protagonistin der Telecinco Doku-Reality-Show Las Campos.
2017 nahm sie als Küchentrainerin des Hauses außer Konkurrenz für eine Woche an der fünften Ausgabe von Gran Hermano VIP teil.
Sie ist seit 1997 Administratorin ihrer eigenen Firma Rubitecam, S.L.
Sie war eine von fünf Moderatoren der Silvestershow 2017–2018.

## Privates
Terelu war von 1993 bis 1996 mit Miguel Ángel Polvorinos verheiratet. Zwei Jahre später heiratete sie Alejandro Rubio, mit dem sie eine Tochter hat. Das Paar ließ sich 2003 scheiden. Seitdem hat sie Beziehungen zu Pipi Estrada, Kike Calleja, Carlos Pombo und José Valenciano.
Am 14. November 2011 war Terelu auf dem Cover des Magazins Interviú.
Am 16. Januar 2012 gab sie auf Sálvame bekannt, dass sie das Fernsehen vorübergehend verlässt. Am 18. Januar 2012 wurde sie im Universitätskrankenhaus der Stiftung Jiménez Díaz wegen einer Brustkrebsdiagnose operiert. Am 19. Januar verließ Terelu Campos das Krankenhaus mit der Aussage, dass sie sich gut fühle und die Behandlung fortsetzen werde.
Im Juli 2018 musste sie sich erneut einer Krebsoperation unterziehen.

## Werdegang

### Fernsehprogramme
| Jahr       | Titel                  | Kanal              | Anmerkungen                    |
| ---------- | ---------------------- | ------------------ | ------------------------------ |
| 1987–1989  | Por la mañana          | TVE                | Produzentin                    |
| 1989–1990  | A mi manera            | TVE                | Mitwirkende                    |
| 1990–1991  | Esta es su casa        | TVE                | Mitwirkende                    |
| 1991–1996  | Pasa La Vida           | TVE                | Produzentin und Mitwirkende    |
| 1996–1997  | Día a día              | Telecinco          | Mitwirkende und Co-Moderatorin |
| 1997       | Miss Spanien 1997 Gala | Telecinco          | Moderatorin                    |
| 1997       | En Exclusiva           | Nou                | Moderatorin                    |
| 1997–2004  | Con T de tarde         | Telemadrid         | Moderatorin                    |
| 2004–2005  | Cada día               | Antena 3           | Mitwirkende                    |
| 2004–2005  | La Granja              | Antena 3           | Moderatorin                    |
| 2007       | Locos x Madrid         | Telemadrid         | Co-Moderatorin                 |
| 2007–2012  | La noria               | Telecinco          | Mitwirkende                    |
| 2009–2017  | ¡Qué tiempo tan feliz! | Telecinco          | Co-Moderatorin                 |
| 2010–heute | Sálvame                | Telecinco          | Mitwirkende                    |
| 2010–2014  | Sálvame Deluxe         | Telecinco          | Moderatorin                    |
| 2010       | Mira quien mira        | Telecinco          | Mitwirkende                    |
| 2011       | La Caja Deluxe         | Telecinco          | Moderatorin                    |
| 2017       | Mad in Spain           | Telecinco          | Mitwirkende                    |
| 2017–2018  | Campanadas Fin de Año  | Telecinco & Cuatro | Moderatorin                    |

### Reality-Shows
| Jahr       | Titel              | Kanal     | Anmerkungen                   |
| ---------- | ------------------ | --------- | ----------------------------- |
| 2006–2007  | El club de Flo     | La Sexta  | Kandidatin – 2. Finalistin    |
| 2007–2008  | Mira quién baila   | La1       | Kandidatin – 2. Ausgeschieden |
| 2016–heute | Las Campos         | Telecinco | Protagonistin                 |
| 2017       | Gran Hermano VIP 5 | Telecinco | Gast VIP                      |

### Radioprogramme
| Jahr | Titel                         | Station              | Anmerkungen |
| ---- | ----------------------------- | -------------------- | ----------- |
| 1984 | Apueste por una               | Radiocadena Española | Mitwirkende |
| 1984 | Te vas a enterar              | Radiocadena Española | Mitwirkende |
| 1987 | Las Mañanas de la Cadena Rato | Radio Torcal         | Moderatorin |

### Filme
| Jahr | Titel                                                | Rolle                    | Anmerkungen  |
| ---- | ---------------------------------------------------- | ------------------------ | ------------ |
| 1988 | Zocta, solo en la Tierra se puede ser extraterrestre | Moderatorin – sie selbst | Kleiner Teil |

### TV-Serien
| Jahr       | Titel               | Kanal    | Rolle                  | Anmerkungen |
| ---------- | ------------------- | -------- | ---------------------- | ----------- |
| 1993–1999  | Telepasión española | La1      | Hermana Campolán       | 4 Episoden  |
| 1995       | Canguros            | Antena 3 | Schwester von Almudena | 4 Episoden  |
| 2018–heute | Paquita Salsa       | Netflix  | Bárbara Valiente       | 1 Episode   |

### Veröffentlichte Werke
- Frente al espejo (2017, zusammen mit Kike Calleja)[14]